# Carmel Mountain Ranch (San Diego)
Carmel Mountain Ranch es una comunidad en el nordeste de San Diego, California. Carmel Mountain Ranch está localizado al oeste de Poway, al sur de Rancho Bernardo, al este de Rancho Peñasquitos, y al norte de Sabre Springs. Carmel Mountain Ranch es comúnmente conocida con las iniciales en inglés como CMR.
La comunidad posee un gran centro comercial, el Carmel Mountain Plaza con cientos de tiendas minoristas ,
Carmel Mountain Ranch también tiene un parque de negocios que incluye varias empresas como Carvin y Beyond Bikes .

## Historia
Chris y Barbara Nicholson fueron unas de las primeras personas en vivir en "Ranch" y que aún viven. Ahí los tres hijos 3 Scott, Allen, y Philip cuidan la calle desde las Calles Ted William hacia la Calle 15n. CMR AllStARs 

## Transporte
La Interestatal 15 está localizada en el lado oeste de Carmel Mountain. Carmel Mountain está localizada en el extremo este de la Ruta Estatal 56, está Ted Williams Parkway. Carmel Mountain Road es la arteria principal de norte a sur. 

## Eventos comunitarios
Cada año la Cámara de Comercio del Norte de San Diego hace un festival de otoño. Los negocios locales, las organizaciones comunitarias, y escuelas. El festival de 2008 fue celebrado el 15 de septiembre. También, cada Navidad, los graduados de la preparatoria Meadowbrook Middle School hacen las "Olimpiadas CMR".
Cada año los graduados de la Universidad Estatal de Oregón y la Universidad de Oregón se reúnen en un bar irlandés para mirar la "Guerra Civil" juntos. El alumnado del equipo perdedor tiene que comprar cuatro docenas de tamales y sombreros para los ganadores.

## Parques
Carmel Mountain Ranch Community Park: se encuentra justo al norte de Ted William's Pkwy. en Rancho Carmel Dr.

## Escuelas
Carmel Mountain Ranch está dentro del Distrito Escolar Unificado de Poway.

### Escuelas secundarias
Los estudiantes asisten a la Preparatoria Rancho Bernardo High School en Rancho Bernardo.

### Escuelas primarias
Los estudiantes de primaria asisten a la escuela primaria Meadowbrook Middle School en Poway o Black Mountain Middle School en Rancho Peñasquitos.

### Escuelas elementales
- Highland Ranch Elementary
- Shoal Creek Elementary